# Epitrix canariensis
Epitrix canariensis es una especie de insecto coleóptero de la familia Chrysomelidae. Fue descrita científicamente en 1996 por Franz.